# Peter Härtling

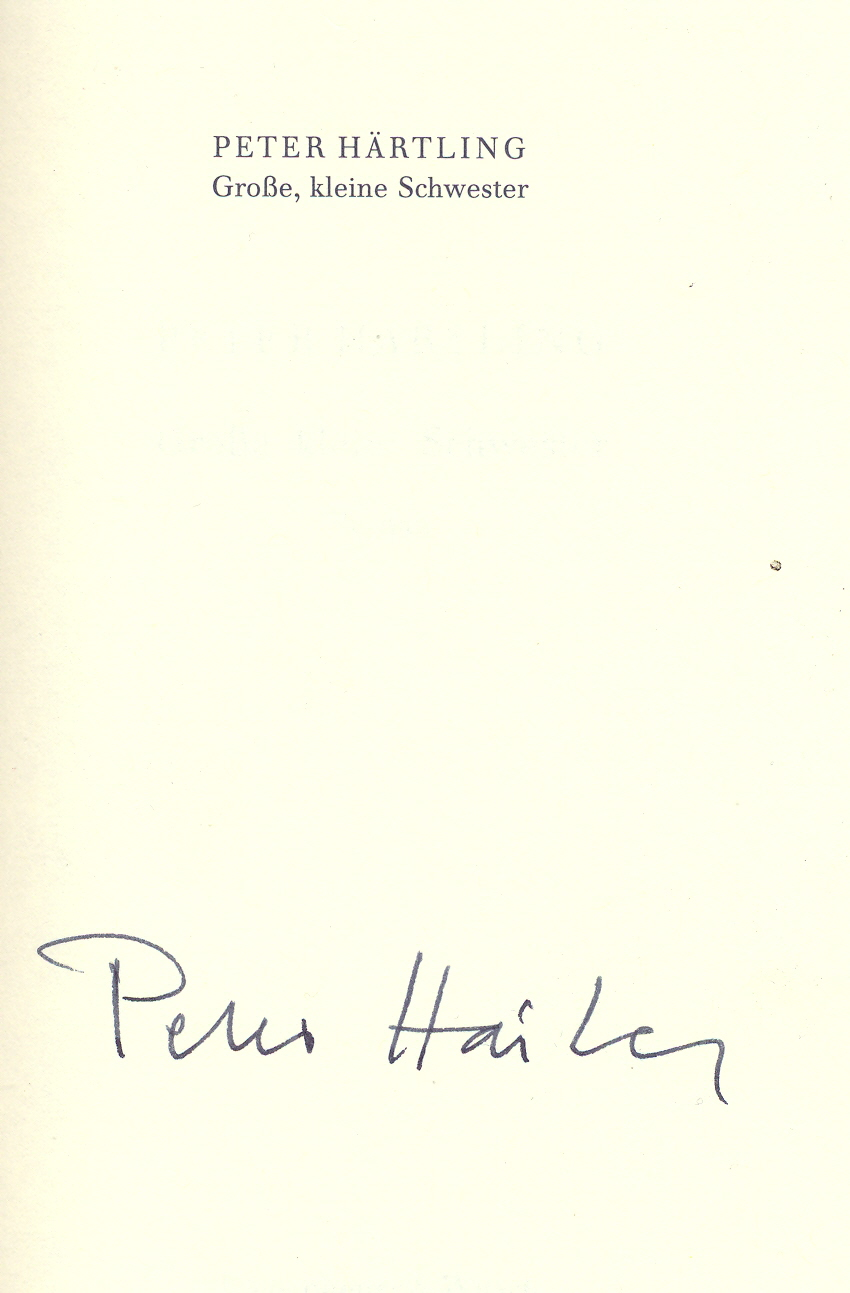
Signerat försättsblad.

Peter Härtling, född 13 november 1933 i Chemnitz, död 10 juli 2017 i Rüsselsheim, var en tysk författare och journalist. Han har skrivit både vuxenböcker och barnböcker. Han debuterade 1953 med en diktbok. 1970 utkom hans första barnbok "... und das ist die ganze Familie" (inte översatt till svenska).

## Romaner översatta till svenska
- Vindhjulet, 1985 (Das Windrad)
- Felix Guttman, 1987 (Felix Guttman)
- Stora, lilla syster, 2006 (Grosse, kleine Schwester)

## Barnböcker översatta till svenska
- Token (illustrerad av Tord Nygren), 1976 (Das war der Hirbel)
- Kalles farmor, 1977 (Oma)
- Theo sticker hemifrån, 1978 (Theo haut ab)
- Benny älskar Anna, 1981 (Ben liebt Anna)
- Prilliga morfar, 1984 (Alter John)
- Min vän Kryckan, 1988 (Krücke)

## Priser
- Tyska barnbokspriset, 1976